# Lugar do Feitiço
Lugar do Feitiço (Poema para violeta e orquestra), é a obra musical que constitui o opus 1 do compositor português Fernando Corrêa de Oliveira.

## A obra
Baseada numa lenda de Sedielos, a obra foi composta em 1949, a pedido do violetista François Broos que, na altura, se encontrava a residir em Portugal, sendo dedicada a este instrumentista.
É a primeira obra que Fernando Corrêa de Oliveira compõe de acordo com os princípios da Harmonia Simétrica, uma das modalidades que constituem o sistema de composição concebido por si – Simetria Sonora – no qual foram compostas todas as suas obras posteriores.
Com uma duração aproximada de 20 minutos, a obra foi escrita com o sistema de notação de Nicolai Obukhov, do qual Fernando Corrêa de Oliveira foi introdutor e divulgador em Portugal.
Sobre o contexto inspirador da obra, escreve Fernando Corrêa de Oliveira:
“... possuindo já técnica que me permitia abalançar à composição de uma obra, meti ombros à que viria a ter o número opus 1: Lugar do Feitiço, para viola solista e orquestra sinfónica.
A composição do Lugar do Feitiço foi precedida de um período de profunda reflexão sobre as minhas memórias infantis, relativas aos lugares a que estavam ligadas.
Quando eu tinha os meus cinco anos de idade, fui passar férias de Verão, com meus pais, à aldeia de Sedielos, nas faldas do Marão. Numa das excursões que fizemos, chegámos a uma zona árida, rochosa e tórrida onde avultava um rochedo acerca do qual era contada uma lenda que, anos depois, passeia a letra de forma.
“Lá, onde se ergue o monstruoso rochedo negro em cujo interior está há longos anos encarcerada a moura que uns dizem ter sido princesa e outros feiticeira, poderás, uma noite em cada ano, vê-la sair da sua monolítica prisão e, durante o tempo que durar o luar, exercer magia sobre coisas e seres... e sobre ti.”
Foi esta memória de infância que me levou a compor o Lugar do Feitiço.”

## Instrumentação
Viola e Orquestra (Cordas; Flautim, 3 Flautas, 2 Oboés, Corne Inglês, 2 Clarinetes em Lá, Clarinete Baixo, 2 Fagotes, Contrafagote, 2 Trompetes, 4 Trompas em Fá, 3 Trombones, Tuba; Tímpanos)

## Estreia
Fernando Corrêa de Oliveira elaborou uma redução para Viola, Quarteto de Cordas e Piano. Esta versão foi estreada a 20 de Dezembro de 1949, no Conservatório do Porto, como complemento de uma conferência de Fernando Corrêa de Oliveira sobre o seu sistema musical, a qual foi antecedida por algumas palavras de apresentação do seu professor Cláudio Carneyro que, todavia, mostrava um certo cepticismo em relação ao sistema de composição utilizado. Teve como intérpretes François Broos na viola e o próprio compositor ao piano, acompanhados por um quarteto de cordas.
A versão orquestral permanece inédita dado que as diversas tentativas de levar a obra a público acabaram por não se realizar. Como relata o compositor:
“A direcção da Orquestra (do Conservatório de Música do Porto) passou para o maestro Frederico de Freitas e Broos procurou interessá-lo na apresentação do Lugar do Feitiço que lhe era dedicado.
Frederico de Freitas veio a minha casa e fizemos-lhe ouvir a obra, tocando eu a redução de orquestra. Ficou confuso. Não entendeu a composição nem na leitura nem na forma. Quanto à leitura, não se adaptou à nova notação musical sem acidentes. Quanto à forma, queria que eu fizesse cortes. O projecto ficou suspenso. Algum tempo depois, já com outro maestro, francês, o Lugar do Feitiço esteve quase para ser tocado. Maria Borges, proprietária do Rivoli, pretendia que fosse eu a pagar o “cachet” do solista, o que recusei terminantemente e a obra voltou para a gaveta.”

## Poema
À semelhança de grande parte das suas obras, Lugar do Feitiço tem um poema associado, da autoria do próprio Fernando Corrêa de Oliveira:
“Noite alta, quando as rochas quedam sós,
E os ventos roçam sobre os negros montes,
Começo a pressentir a tua voz,
No fresco marulhar de ocultas fontes.
Procuro-te, de todo já perdido,
Sabendo, embora, que és a maldição
De quem ao teu amor se haja rendido,
Pois roubas-lhe o corpo e a razão.
E choro as rochas, ora enegrecidas,
Que juncam as vertentes do Marão,
E foram, tal qual eu, em eras idas,
Humanos de abrasado coração.
Tu surges! Oh ventura, oh desgraça!
Bem quero alcançar-te, mas não posso;
Mudado estou em pétrea carcassa...”